# District de Yuanzhou (Guyuan)
Pour les articles homonymes, voir Yuanzhou.
Le district de Yuanzhou (chinois simplifié : 原州区 ; pinyin : yuánzhōu qū) est une subdivision administrative de la région autonome hui du Ningxia en République populaire de Chine. Il est placé sous la juridiction de la ville-préfecture de Guyuan.

## Géographie
Le deuxième plus haut pic des Monts Liupan, culminant à 2928 au-dessus du niveau de la mer, est situé dans ce district.

## Patrimoine
- Les grottes de Xumishan, comportent un réseau de 130 grottes ornementales dont les plus anciennes datent de la dynastie Wei du Nord.